# Heike Schuch
Heike Schuch (* 7. November 1983 in Neuss) ist eine deutsche Musikerin, Schauspielerin und Model. Seit 2020 ist sie als Cellistin und Sängerin Teil des Hamburger Quartetts Salut Salon.

## Leben

### Frühes Leben und Ausbildung
Heike Schuch kam 1983 in Neuss als Tochter rumäniendeutscher Aussiedler aus dem Banat (Banater Schwaben) zur Welt. Im Alter von sieben Jahren erhielt sie ihren ersten Cellounterricht, kurz darauf gewann sie bereits erste Preise bei nationalen Wettbewerben. Ihr Debüt als Solistin folgte mit zehn Jahren im Zeughaus Neuss.
Bereits während ihrer Schulausbildung am Erzbischöflichen Gymnasium Marienberg nahm sie ihr Cellostudium am Conservatorium Maastricht und der Hochschule für Musik und Tanz Köln auf, welches sie am Mozarteum Salzburg mit Auszeichnung abschloss.
Zu ihren wichtigsten Lehrern gehörten Enrico Bronzi, Clemens Hagen und Maria Kliegel. Darüber hinaus besuchte sie zahlreiche internationale Meisterklassen von Größen wie Heinrich Schiff, Natalia Gutman, David Geringas, Arto Noras, János Starker, Lynn Harrell und Anner Bylsma.

## Musikalische Karriere

### Klassische Cellistin
Als Solistin, Kammer- und Orchestermusikerin verfolgt sie seit ihrer Jugend eine rege internationale Konzerttätigkeit und ist in vielen der bedeutendsten Säle und Festivals, wie den Salzburger Festspielen, aufgetreten. Darüber hinaus qualifizierte sie sich für die Teilnahme an prestigeträchtigen Wettbewerben, wie dem Tchaikowsky Wettbewerb in Moskau/St. Petersburg.

### Zusammenarbeit mit anderen Künstlern
Neben der Klassischen Musik fühlt sie sich in unterschiedlichsten Genres der Musik zu Hause. So arbeitet sie regelmäßig mit Künstlern von Schlager bis Metal zusammen. In der Vergangenheit hat sie beispielsweise mit Künstler wie Kanye West, Versengold, Max Mutzke, Roland Kaiser, Marianne Rosenberg und Kissin’ Dynamite auf der Bühne gestanden, oder an ihren Aufnahmen mitgewirkt.

### Salut Salon
Seit 2020 ist Heike Schuch als Cellistin und Sängerin Teil des bekannten Hamburger Quartetts Salut Salon.

### Aktuelle Projekte
Seit Ende 2023 arbeitet Heike Schuch an ihrem neuen Solo-Projekt Charlie Cello, in dem sie als Sängerin und Multi-Instrumentalistin agiert. Hierfür arbeitet sie u. a. auch mit Loops.

## Schauspielkarriere
Schon als Kind entdeckte Heike Schuch ihre Leidenschaft für das Schauspiel und spielte immer wieder in verschiedenen Schul- und Freizeitgruppen Theater. Durch die zeit- und arbeitsintensive musikalische Ausbildung blieb es allerdings zunächst eine Freizeitbeschäftigung. Erst in 2017 fand sie über Umwege den Weg vor die Kamera und arbeitet seitdem auch als Schauspielerin.
Ihre Ausbildung erhielt sie an der Schule für Schauspiel Hamburg und bei zahlreichen Workshops. Zu ihren bisher wichtigsten Produktionen gehört der für den ZDF produzierte Film Laufen nach einem Roman von Isabel Bogdan (Regie: Rainer Kaufmann), in dem sie neben Anna Schudt die Bratschistin und Pianistin Doro spielt.

## Modeling / Werbung
Heike Schuch ist in der Vergangenheit als Werbemodel für diverse TV-, Online- und Print-Kampagnen in Erscheinung getreten. So war sie u. a. in mehreren Werbeclips mit Spielern des 1. FC Bayern München zu sehen. Im Herbst 2023 wurde sie von der „Queen of Pose“ Coco Rocha eingeladen, an ihrem Model Camp in New York teilzunehmen.

## Auszeichnungen/Stipendien
Heike Schuch hat im Laufe ihrer Karriere zahlreiche Auszeichnungen und Preise erhalten. Besonders hervorzuheben ist hiervon der Europäische Kulturpreis (Förderpreis für junge Künstler), mit dem in der Vergangenheit bereits Persönlichkeiten wie Anne-Sophie Mutter, Tabea Zimmermann und Sol Gabetta ausgezeichnet wurden.
- 1997: Kunstförderpreis der Stadt Neuss[16]
- 2002: Europäischer Förderpreis für junge Musiker
- 2005: Instrumentenwettbewerb der Stiftung für Kunst und Kultur NRW
- 2006: Internationaler Johannes Brahms Kammermusikwettbewerb Danzig: 2. Preis und Sonderpreis der Brahmsgesellschaft Hamburg[17]
- 2005–2012: Stipendiatin der Dr. Jost-Henkel Stiftung[18]
- 2010: Förderpreis der Sommerakademie und Stadt Salzburg[19]

## Persönliches
Heike Schuch ist die Nichte des Theaterschauspielers Peter Schuch und Cousine der Pianistin und zweifachen Olympia-Medaillengewinnerin Hilde Lauer.

## Diskografie

### Alben
- 2022: Kissin’ Dynamite – Not The End Of The Road
- 2021: Artisfact – Beyond Words
- 2018: Versengold – Nacht der Balladen (Live)
- 2012: Syndone – La Bella È la Bestia
- 2008: Kölner Klassik Ensemble – Astor Piazzolla Las Estaciones Portenas
- 2006: Lois V Vierk - Cirrus

### Singles
- 2023: Charlie Cello – Nothing Else Matters